# TV 4 Västerbotten
TV4Nyheterna Västerbotten, tidigare TV4 Botnia, var en av TV4:s 16 lokala stationer. TV4Nyheterna Västerbotten hade sitt kontor på Rådhusesplanaden 2 i Umeå och hade 16 anställda. Ansvarig utgivare var Peter Swanberg. TV4Nyheterna Västerbotten sände 6 gånger varje vardag. Fyra av sändningarna var under Nyhetsmorgon. Dessutom sände man 18.30 och ca 22.13.